# Le Grand Blond avec un show sournois
Le Grand Blond avec un show sournois (dont le titre est un jeu de mots sur celui du film Le Grand Blond avec une chaussure noire) est une émission de télévision humoristique québécoise de fin de soirée animée par Marc Labrèche, diffusée du 18 septembre 2000 au 8 mai 2003 sur le réseau TVA.
C'est dans ce talk-show que l'idée de la série Le cœur a ses raisons, une parodie des soaps américains, prit naissance.
L'émission a été produite par Dominique Chaloult pour la société de production Zone 3.

## Le cœur a ses raisons
La première version de cette parodie comporte une dizaine d'épisode et avait une durée moyenne de 5 minutes. Elle se déroulait essentiellement dans l'hôpital de St Andrews et consistait à découvrir le mystérieux assassin de Criquette Rockwell.

### Personnages principaux
- Brett Montgomery (Marc Labrèche) : médecin gynécologue de l'hôpital de Saint-Andrews, acrobate, gentleman, fiancé de Criquette et aîné de la famille Montgomery, il a le sens de la famille. Il forme un couple très romantique avec Criquette. Parmi ses péripéties, il cherchera à découvrir qui a assassiné sa fiancée Criquette puis ira la sauver d'un dictateur étranger.
- Brad Montgomery (Marc Labrèche) : frère jumeau moustachu de Brett, vil filou, playboy milliardaire et époux de Becky, il est impliqué dans la mort de Criquette et tente en vain de nuire à son frère. Il se fait recruter à l'hôpital par Catharina pour remplacer Brett. Au moment de se faire arrêter pour le meurtre de Criquette, Brad révèle qu'elle n'est pas morte et est en fait prisonnière d'un dictateur sud-américain.
- Criquette Rockwell (Anne Dorval) : ancienne libertine et fausse bonne cuisinière, Criquette est plongée dans un coma profond dès le premier épisode. Elle sera par la suite déclarée morte et on apprendra lors de ses funérailles qu'elle était en fait mariée à Ryan Darlington et qu'elle a eu un enfant au collège avec Derek. Contre toute attente, la personne décédée n'est pas la vraie Criquette, la vraie se trouve prisonnière de Santos del Fuego, un dictateur sud américain. Lorsqu'elle célèbre sa libération, elle se fait empoisonner.
- Ashley Rockwell (Anne Dorval) : sœur jumelle de Criquette, infirmière diplômée bien qu'on la dise jolie. Ashley cherche constamment à aider les autres, même si cela tourne souvent à la catastrophe. C'est une jeune femme qui donnerait tout pour les gens qu'elle aime. Elle est particulièrement naïve. Elle a été droguée par Brad et Megan afin de kidnapper Criquette et de se faire passer pour le dictateur sud-américain Santos Del Fuego.
- Drucilla Fleishman (Lise Dion) : infirmière diplômée, ex-fiancée de Brett et « bombe sexuelle » comme elle se définit. Elle cherche à convaincre Brett que Criquette n'était pas une femme pour lui. Elle a été en couple par intérêt avec Perceval Rockwell, le père de Criquette et Ashley.
- Megan Barrington-Montgomery (Macha Grenon) : ex-femme de Brett, mère du petit Trévor Barrington et droguée renommée, elle annonce aux funérailles de Criquette que le père n'est nul autre que Brett. Il est cependant révélé par Ryan Darlington qu'il est le vrai père de Trévor. C'est elle qui découvre que la femme dans le cercueil de Criquette est vivante et Ryan, lui, constate qu'elle a la peau noire, ce n'est donc pas Criquette.
- Melody Babcock (Guylaine Tremblay) : avocate véreuse la plus sexy de St Andrews, elle est l'exécutrice testamentaire de Criquette. Amoureuse de Brad, elle a eu également une aventure à la foire agricole avec Brett. Elle meurt d'une balle perdue en emportant le secret du testament de Criquette.

### Personnages secondaires
- Catharina (Pierrette Robitaille) : directrice de l'hôpital de St Andrews et ancienne maîtresse de Brett, Catharina cherche à nuire à ce dernier en le mettant en compétition avec son frère jumeau Brad et lui annonce également que sa fiancée Criquette est décédée dans d'étranges circonstances. Arborant en permanence un air blasé et consterné, elle est également alcoolique.
- Révérend Campbell (Martin Matte) : Révérend rattaché à l'hôpital et ancien fiancé d'Ashley.
- Derek Angunton (Gildor Roy) : Riche propriétaire du Biblos, une boîte de nuit de St Andrews où Ashley aimait autrefois aller pour s'adonner à la danse. Il a connu Criquette au collège et lui a fait un enfant.
- Mitsy Gallaway (Isabel Richer) : ex-mannequin international, esclave des artifices de la beauté et victime d'un accident qui la rendit difforme. Elle a parcouru la planète pour retrouver Brett afin qu'il lui redonne une apparence humaine. Elle serait impliquée dans la tentative d'assassinat de Criquette. Brad relèvera qu'elle est en réalité un homme.
- Ryan Darlington (???) : Séduisant instructeur de tennis et playboy notaire, il révèle lors des funérailles de Criquette qu'il était en réalité le mari de Criquette.
- Anton Shavinsky (???) : pianiste de renommée internationale, il tente de maintenir Ashley en vie; elle qui pense avoir reçu une balle perdue (la balle a en réalité ricoché sur l'armature de son soutien-gorge et a touché Melody).
- Brian McDuffee (André Robitaille) : détective aux méthodes peu orthodoxes, d'après Ashley. Il cherche à prouver que Brad est responsable de la mort de Criquette.
- Perceval Rockwell (???) : père de Criquette et Ashley, en froid avec Brett, il se réconcilie avec ce dernier lorsqu'il va sauver Criquette des griffes du dictateur sud-américain. Il a eu une relation avec Drucilla Fleishman. Il meurt empoisonné par Brad avant que ce dernier ne révèle son secret à Drucilla.
- Santos Del Fuego (Pierre Brassard) : dictateur sud américain et kidnappeur de Criquette. Il tente de tuer Brett et Criquette dans l'explosion d'un volcan mais échoue. Il s'agit en réalité d'Ashley Rockwell manipulée et droguée par Brad et Megan.
- Bruce Berlington (Jean-Michel Anctil) : fiancé de Catharina et célèbre coiffeur gigolo.
- Jean Charest et Jeannot Charest
- Doug Montgomery (Patrice L'Écuyer)
- Crystale Bouvier Montgomery (Dominique Michel)
- Kirk Davidson (Benoit Brière)
- Capitaine Troy Radcliff (Claude Meunier)
- Brandon (Guy A. Lepage)
- M. X (Daniel Lemire)
- Sœur Rebecca (Josée Deschenes)
- Trixie (Sylvie Moreau)
- Donia Clemont (Chantal Lamarre)
- Burt (Patrick Huard)
- Brooke Porter (Isabelle Boulay)
- Laslo Bickford (Daniel Boucher)

## Récompenses
- 2001-2004 : Sept nominations aux Prix Gémeaux.